# Obrowo (powiat toruński)
Obrowo – wieś w Polsce położona w województwie kujawsko-pomorskim, w powiecie toruńskim, w gminie Obrowo.
W latach 1975–1998 miejscowość należała administracyjnie do województwa toruńskiego. Miejscowość jest siedzibą gminy Obrowo. Według danych Urzędu Gminy (31.12.2018 r.) liczyła 1806 mieszkańców.

## Historia i zabytki
Nazwa miejscowości została wymieniona po raz pierwszy w 1309 r., kiedy to należała do mieszczan toruńskich i podlegała parafii w Czernikowie, prawdopodobnie pochodzi od nazwiska Obr, wywodzonego ze staropolskiej nazwy pożyczonej od turko-tatarskiego słowa Awar (obrzyn, obrzym, następnie olbrzym). Na terenie miejscowości znajduje się klasycystyczny dwór wzniesiony na przełomie XVIII i XIX w. W dworku tym w latach 1824–1825 przebywał i koncertował Fryderyk Chopin. Wokół dworu założono park z takimi okazami drzew jak: jesion wyniosły, świerk kłujący i robinia biała. Obecnie w budynku znajduje się Urząd Gminy.

## Galeria

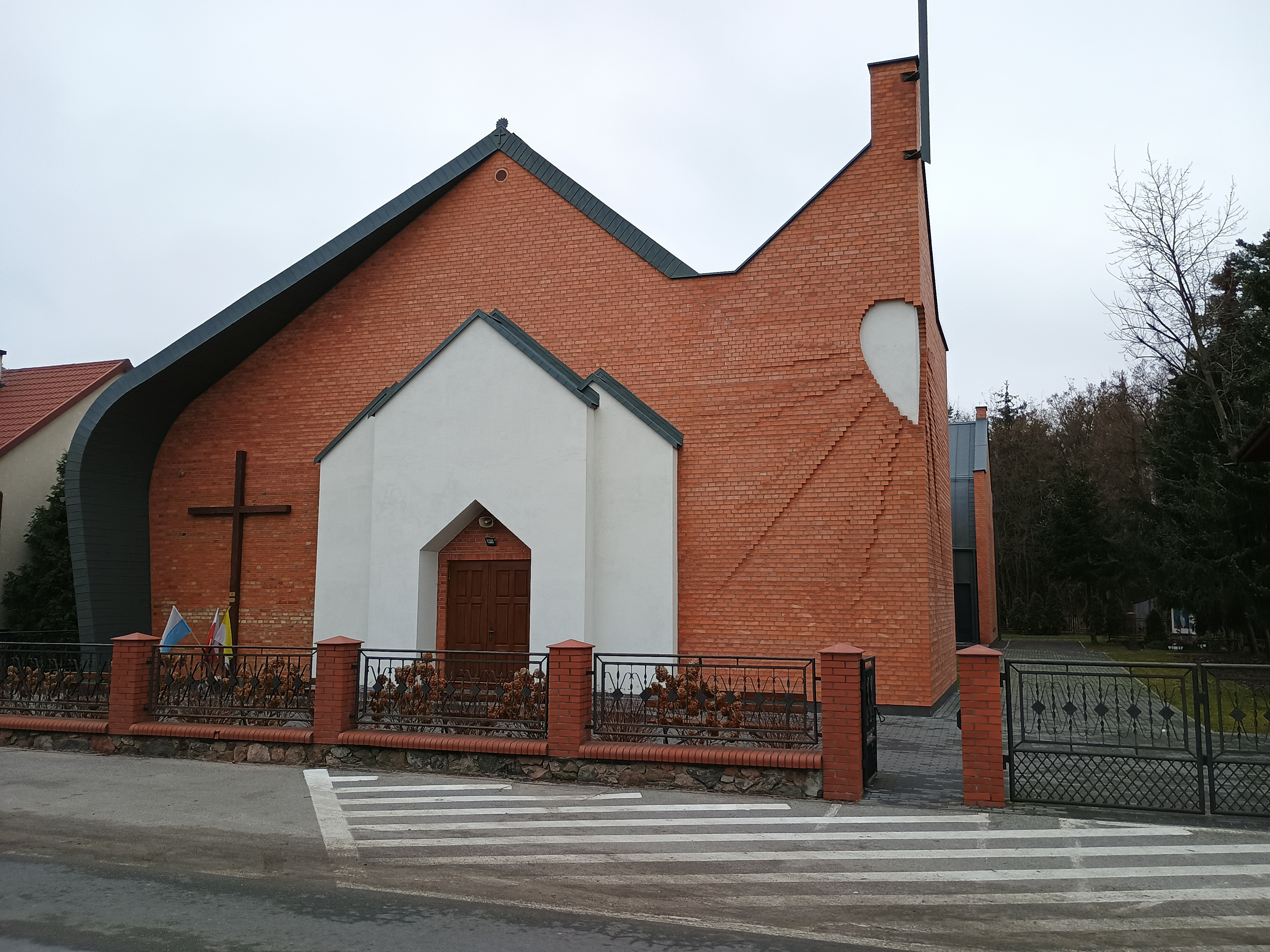
Kościół
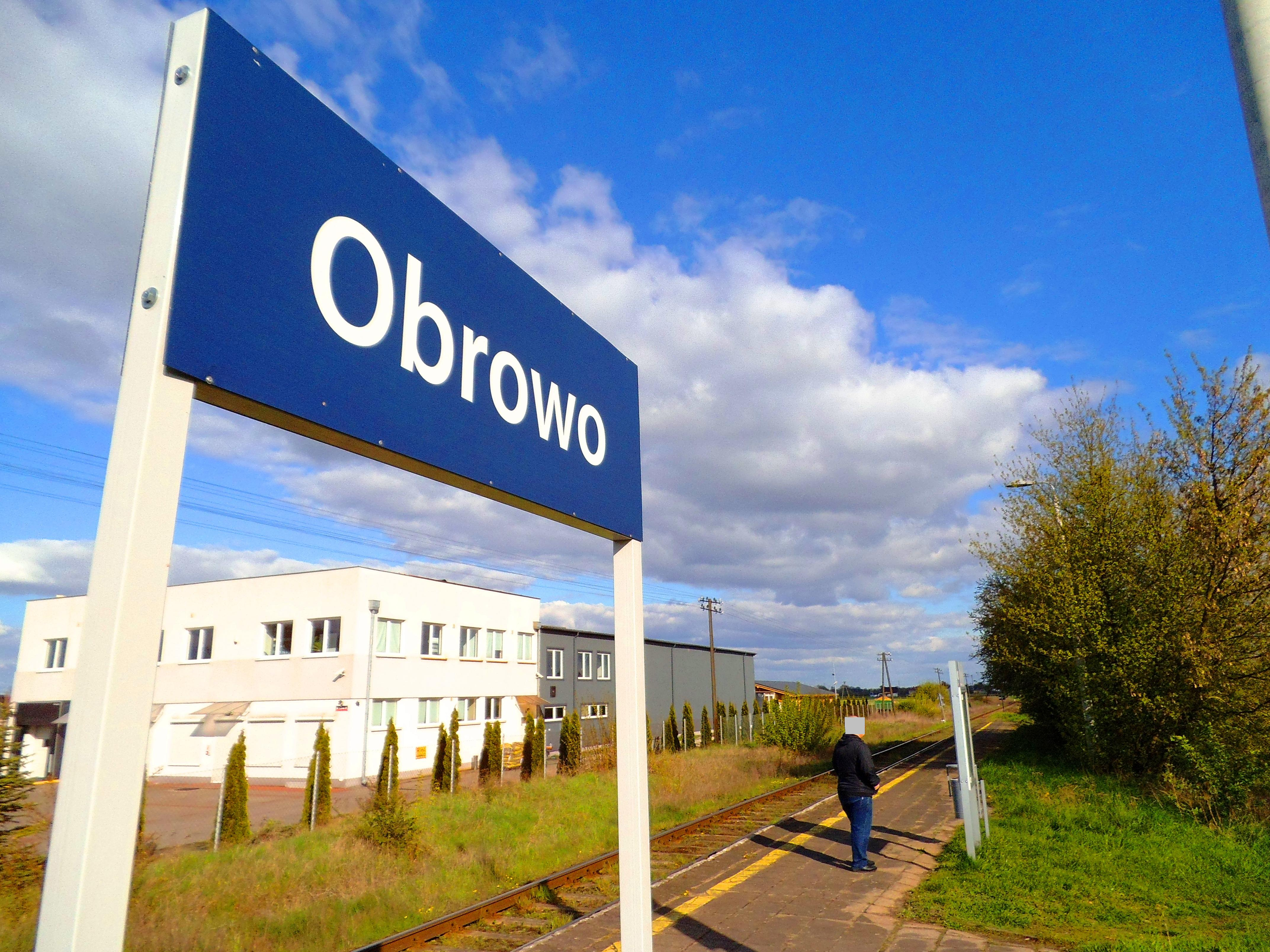
Przystanek osobowy
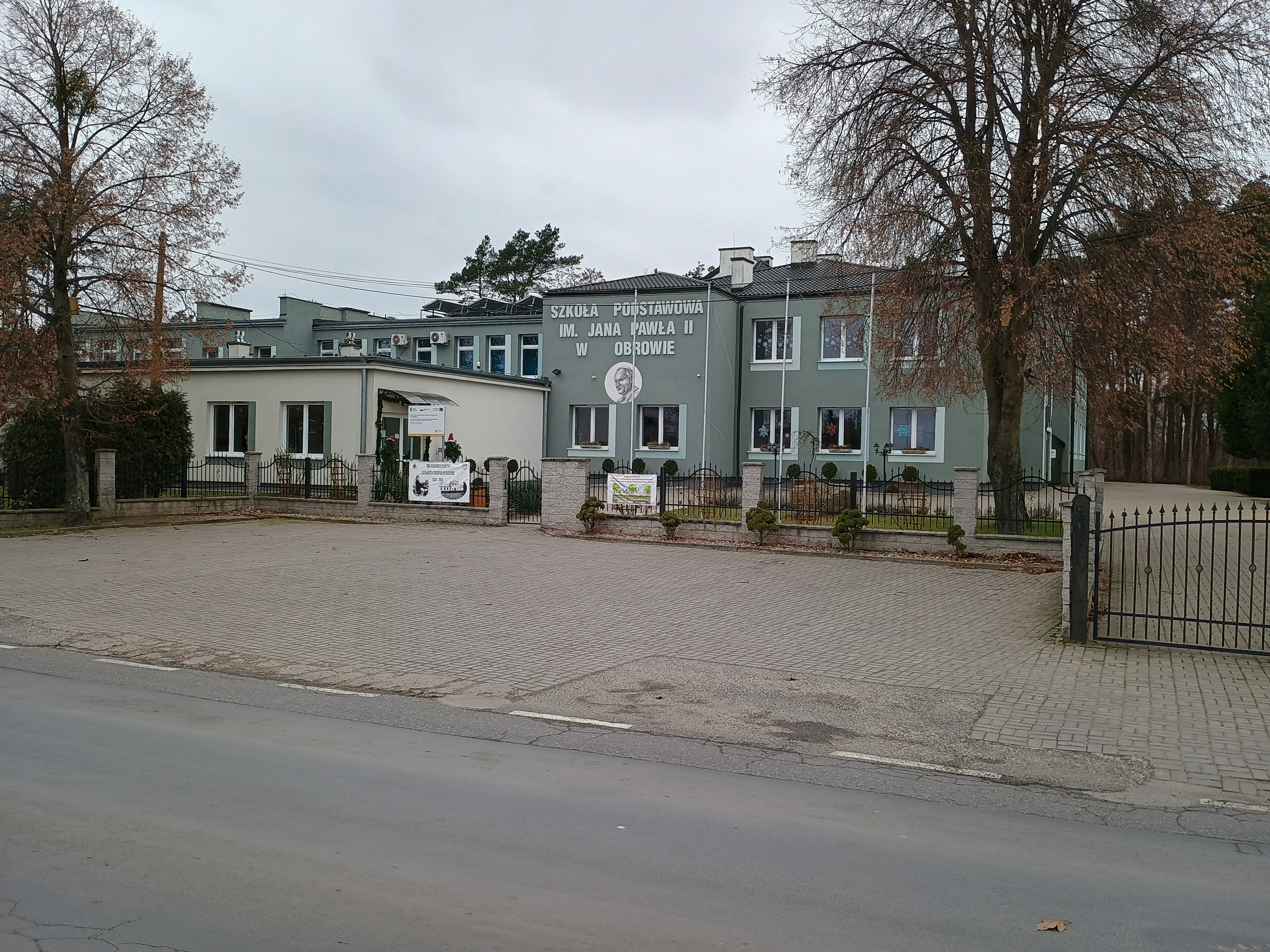
Szkoła Podstawowa
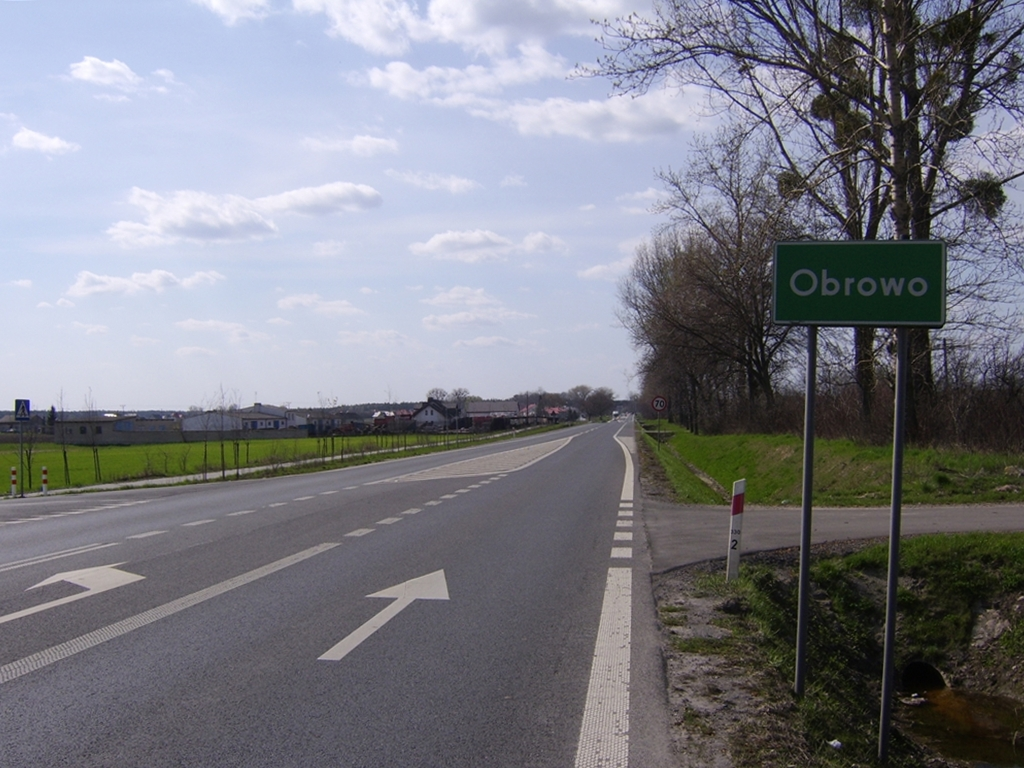
Tablica miejscowości